# ビバロ・アルピーネ語

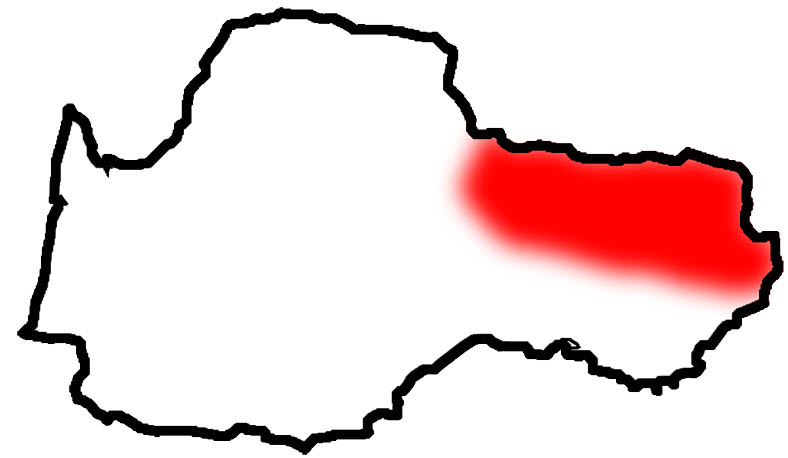
オック語圏におけるビバロ・アルピーネ語の図

ビバロ・アルピーネ語（オック語: vivaroalpenc, vivaroaupenc）は、フランス南東部（ドーフィネ周辺）とイタリア北西部（ピエモンテ州とリグーリア州のOccitan Valleys）で話されているオック語の1つ。カラブリア州のグアルディア・ピエモンテーゼにもビバロ・アルピーネ語の小さな飛び領土があり、その言語はgardiòlとして知られている。ここはオーヴェルニュとリムーザンとともに北オック語の方言ブロックに属している。

## 名称と分類
ビバロ・アルピーネ語はプロヴァンス語の下位方言とみなされ、provençal alpin (Alpine Provençal) やNorthern Provençalと呼ばれた。
ドーフィネ地区で使われているで、dauphinoisやdauphinois alpinという名前でも呼ばれる。RonjatやBecと同じく、現在では疑いなく独自の方言として認識されている。
UNESCO Atlas of World's languages in danger（危機にある世界言語のアトラス）はアルパイン・プロヴァンスの名前を使っており、深刻な危機にあるとしている。